# Salbia zena
Salbia zena is een vlinder uit de familie van de grasmotten (Crambidae), uit de onderfamilie van de Spilomelinae. De wetenschappelijke naam van deze soort is voor het eerst voorgesteld als Syngamia zena door Herbert Druce in een publicatie uit 1902.
De soort komt voor in Costa Rica en Colombia.